# Феликс и Адавкт
Феликс и Адавкт (умерли в 303 году) — мученики. День памяти — 30 августа.
Святые Феликс и Адавкт, по преданию, пострадали во времена правления Диоклетиана и Максимиана. 
Акты, впервые опубликованные в мартирологе Адо, сообщают о Феликсе, как о римском священнике, брате другого священника по имени Феликс. Префектом Драком (Dracus) ему было велено принести жертву идолам, но по молитвам святого эти идолы пали наземь. За это святой Феликс был приговорён к казни. По пути неизвестный присоединился к святому, чтобы разделить с ним венец мученичества. Имя его осталось неизвестным, отчего его называют Адавктом, что на латыни означает "добавленный". Оба мученика были обезглавлены.

## Почитание
Почитание святых восходит ко временам ранней Церкви. Они поминаются в Сакраментарии Григория Великого и в древних мартирологах.
Посвящённая им церковь в Риме построена над их могилами в катакомбах Коммодиллы, на Остийской дороге, неподалёку от базилики Святого Павла за городскими стенами. Этот храм был восстановлен папой Львом III.
Папа Лев IV по преданию примерно в 850 году передал часть мощей Ирменгарде, жене Лотаря I, которая поместила их в монастыре в Эшо, Эльзас.
В 1361 году мощи были доставлены в собор святого Стефана в Вене, где, по некоторым сведениям, почивают и ныне. На то, что главы святых пребывают у них, претендуют Анжу и Кёльн. Согласно Андехским хроникам, Генрих, последний тамошний князь, получил эти мощи от папы Гонория III и перенёс их в монастырь Андекса.
Художник Карло Инноченцо Карлоне (1686—1775) изобразил прославление святых Феликса и Адавкта (1759-1761). Роспись была заказана для купола церкви Сан-Феличе дель Бенако на озере Гарда.